# Kris (tidskrift)
Kris var en svensk kulturtidskrift som gavs ut 1975–1997.

## Historik
Tidskriften grundades 1975 i Umeå under namnet Kod av Stig Larsson och Thomas Näsholm, båda medlemmar i filmföreningen Komfilm – och behandlade i de första numren i huvudsak filmrelaterade ämnen. I den unga redaktionen ingick även Åke Sandgren, Lars Lindström, Arne Ohlsson, Thomas Ohlsson och Jerker Söderlind.
Sedan de flesta inblandade lämnat Umeå för studier och arbete i Stockholm bytte tidskriften 1977 namn till Kris. Vid sidan av den snarlika redaktionen tillsattes ett redaktionsråd bestående av bland andra litteraturvetarna Horace Engdahl, Arne Melberg och Anders Olsson författarna Magnus Florin och Svante Weyler samt konstnärerna Ola Billgren och Max Book. Senare tillträdde en ny redaktion med bland andra Sven-Olov Wallenstein, Aris Fioretos, Hans Ruin och Daniel Birnbaum.
Tidskriften anses ha spelat en viktig roll i den svenska receptionen av så kallad postmodern filosofi och litteraturvetenskap, med namn som Jacques Derrida och Paul de Man.